# 446
Évszázadok: 4. század – 5. század – 6. század
Évtizedek: 390-es évek – 400-as évek – 410-es évek – 420-as évek – 430-as évek – 440-es évek – 450-es évek – 460-as évek – 470-es évek – 480-as évek – 490-es évek
Évek: 441 – 442 – 443 – 444 –  445 – 446 – 447 – 448 – 449 – 450 – 451

## Események

### Nyugat- és Keletrómai Birodalom
- Flavius Aetiust és Quintus Aurelius Symmachust választják consulnak.
- Armoricában (Bretagne) ismét fellázadnak a bagaudae parasztfelkelők. Aetius az alánokat utasítja a felkelés elfojtására, de Germanus, Autissiodorum püspöke meggyőzi Goar alán királyt, hogy kímélje meg őket, míg III. Valentinianus császár meg nem erősíti a parancsot. A püspök Ravennába látogat és a szenátust kéri hogy engedékenyen ítéljék meg a parasztokat.
- Vortigern király britjei segítséget kérnek Aetiustól a skótok és piktek támadásai miatt, de a római fővezér a saját határait is alig tudja megvédeni a barbároktól.
- Meghal Proclus konstantinápolyi pátriárka. Utóda Flavianus.

### Kína
Tajvu, Északi Vej császára egy lázadás elfojtása során fegyvereket talál egy buddhista kolostorban. Főminisztere, a hithű taoista Cuj Hao meggyőzi, hogy a buddhisták összeesküvést szerveznek ellene, ezért a császár betiltja országában a vallást, leromboltatja a templomokat és elkezdi lemészárolni a buddhista szerzeteseket.

## Halálozások
- Proclus, konstantinápolyi pátriárka

## Fordítás
- Ez a szócikk részben vagy egészben  a(z)   446 című francia Wikipédia-szócikk ezen változatának fordításán alapul.  Az eredeti cikk szerkesztőit annak laptörténete sorolja fel. Ez a jelzés csupán a megfogalmazás eredetét és a szerzői jogokat jelzi, nem szolgál a cikkben szereplő információk forrásmegjelöléseként.